# Mihai Voicu
Mihai Voicu (n. 29 martie 1950, Slatina) a fost un deputat român în legislatura 1990-1992, ales în București pe listele partidului FSN.
Mihai Voicu a fost membru în grupul parlamentar de prietenie cu Republica Elenă.